# Donzelague

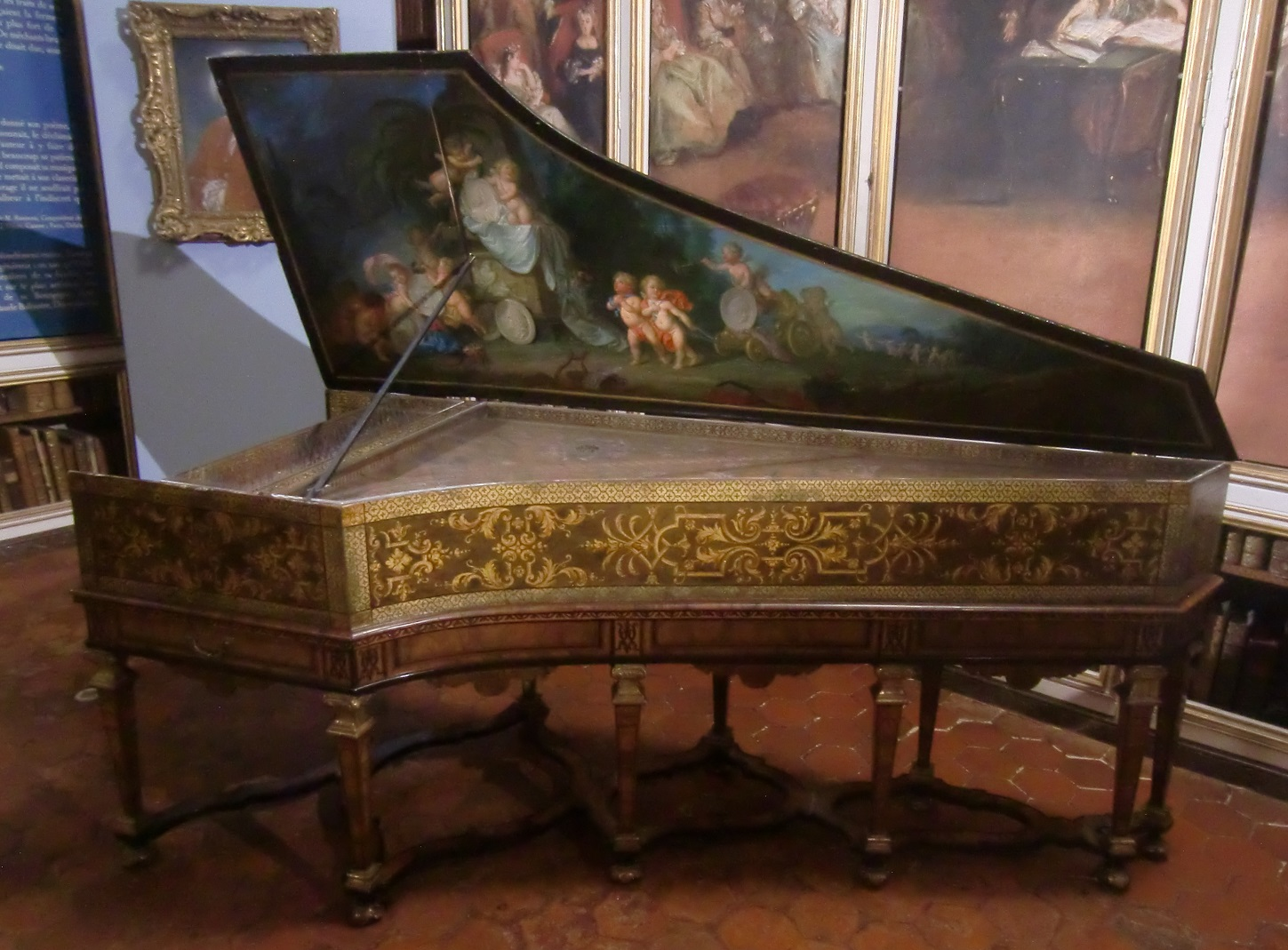
Clavecin de Pierre Donzelague, fait à Lyon (1716), en exposition temporaire à Versailles, en 2014 pour l'année Rameau
Lyon, Musée des Arts Décoratifs.

Donzelague est le patronyme d'une famille de facteurs de clavecins actifs au sud de la France aux XVIIe et XVIIIe siècles.

François Donzelague était né à Bruges et s'établit à Aix-en-Provence. On ne sait presque rien d'autre sur lui.
Pierre Donzelague  (Aix-en-Provence, 1668 - Lyon, 1747) est le fils du précédent ; il s'établit à Lyon en 1688. Il était connu comme violiste, violoncelliste et chanteur à l'opéra de Lyon, mais également comme facteur de clavecins. Le document le plus tardif qui le concerne est une annonce de l'année 1750 informant de la vente, à Lyon, de plusieurs clavecins signés Donzelague : on pense qu'il s'agit en fait d'une vente après décès. 

## Instruments conservés
Deux grands clavecins à deux claviers dus à Pierre sont connus :
- Un daté de 1711 dans une collection privée à Londres ;
- Un daté de 1716 conservé à Lyon au Musée des Arts Décoratifs, le plus connu et qui a servi pour plusieurs enregistrements. La décoration est somptueuse, avec un couvercle orné d'une scène peuplée d'angelots portant des médaillons de grands musiciens de l'époque, dont Jean-Philippe Rameau.

Ces instruments sont les premiers clavecins français connus possédant une étendue de cinq octaves de Fa à Fa. 

## Discographie
Sur l'original :
- Marchand, Pièces de clavecin [1702] - Blandine Verlet, clavecin Pierre Donzelague de 1716 (Septembre 1978, Astrée Auvidis E 7736) (OCLC 492492796)
- Rameau, L'Œuvre pour clavecin - Olivier Baumont, clavecin Pierre Donzelague de 1716 (1988/1989, 2CD Adda / Accord 465 937-2)
- Rameau, L'Œuvre pour clavecin - Catherine Latzarus, clavecin Pierre Donzelague de 1716 (1998, 2CD Ligia Digital 0101061/62-98)
- L. Couperin, 5 suites pour clavecin - Huguette Grémy-Chauliac, clavecin Pierre Donzelague de 1716 (30-31 mai et 1er juin 2005, Ligia Digital 0101170-06) (OCLC 746176826)
- Marchand, Suites en ré (premier livre) et en sol (second livre) ; Rameau, Suite en la (premier livre) - Christophe Rousset, clavecin Pierre Donzelague de 1716 (20-22 février 2011, Ambronay AMY023)

Sur des copies :
- Della Ciaja, Six sonates pour clavecin, op. 4 - Martin Derungs, copie du clavecin Pierre Donzelague de 1716 (2004, Accord 4768332)
- Fux, Pièces pour clavecin - Dorota Cybulska-Amsler, copie du clavecin de 1712 (1995/2002, K617)

## Sources
- (en) Donald H. Boalch, Makers of the harpsichord and clavichord 1440-1840, Oxford, Oxford University Press, 1974, 2e éd. (1re éd. 1956), 225 p. (ISBN 0-19-816123-9), p. 37
- (en) « harpsichord : 4, 18th century, (i) France », dans Stanley Sadie (éd.), Early Keyboard instruments, MacMillan, coll. « The Grove Musical Instruments Series », 1989 (1re éd. 1980), 313 p. (ISBN 0-393-02554-3, lire en ligne), p. 72.
- (en) Edward L. Kottick, A history of the harpsichord, Bloomington, Indiana University Press, 2003, 1re éd., 557 p. (ISBN 0-253-34166-3, lire en ligne), p. 275
- (en) Igor Kipnis, The Harpsichord and Clavicord : an encyclopedia, New York, Routledge, coll. « Encyclopedia of Keyboard Instruments », 2007, 548 p. (ISBN 978-1-138-79145-9), p. 155